# Таунхаус

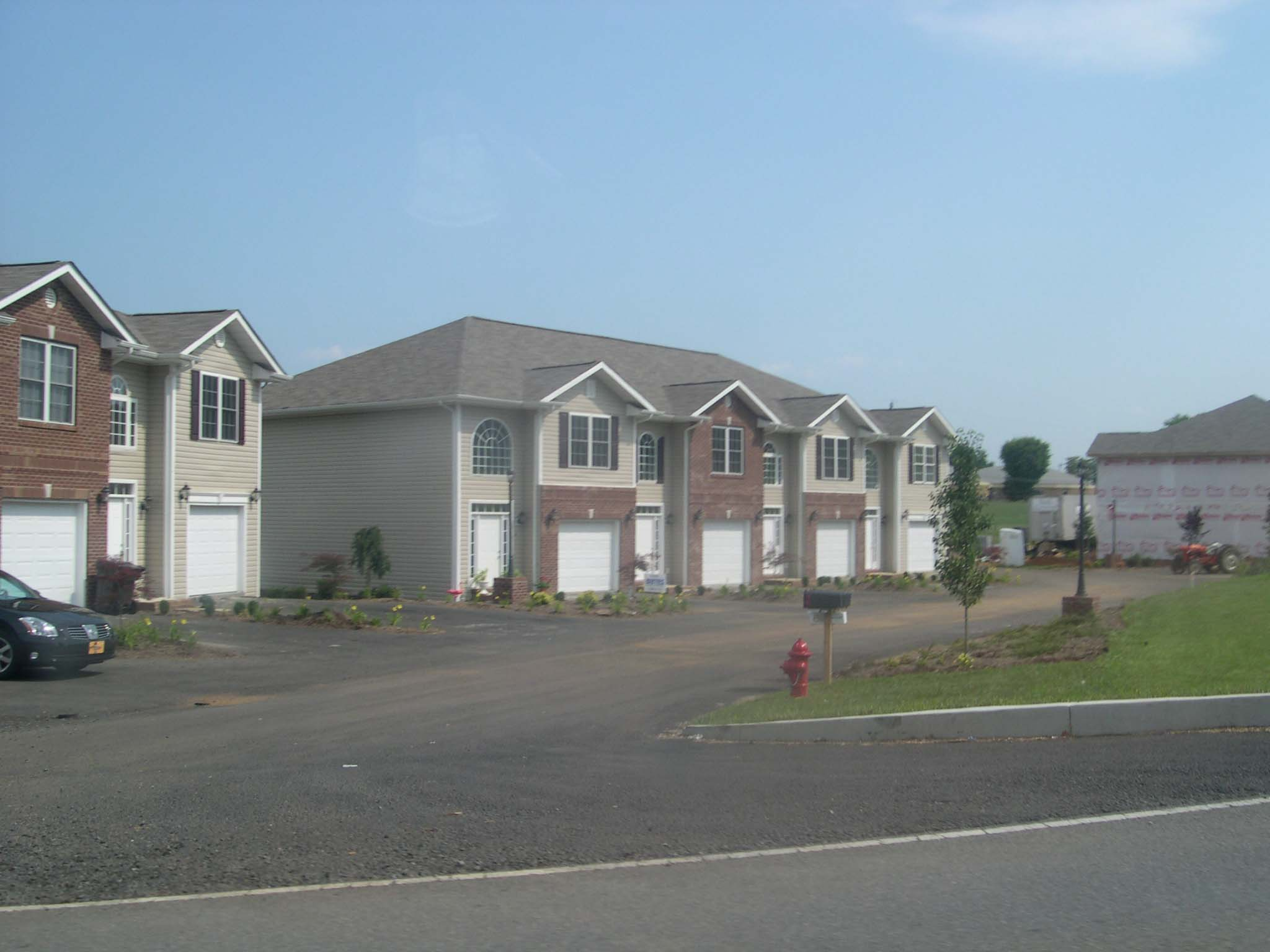
Таунхаус в Бристоле, штат Теннесси

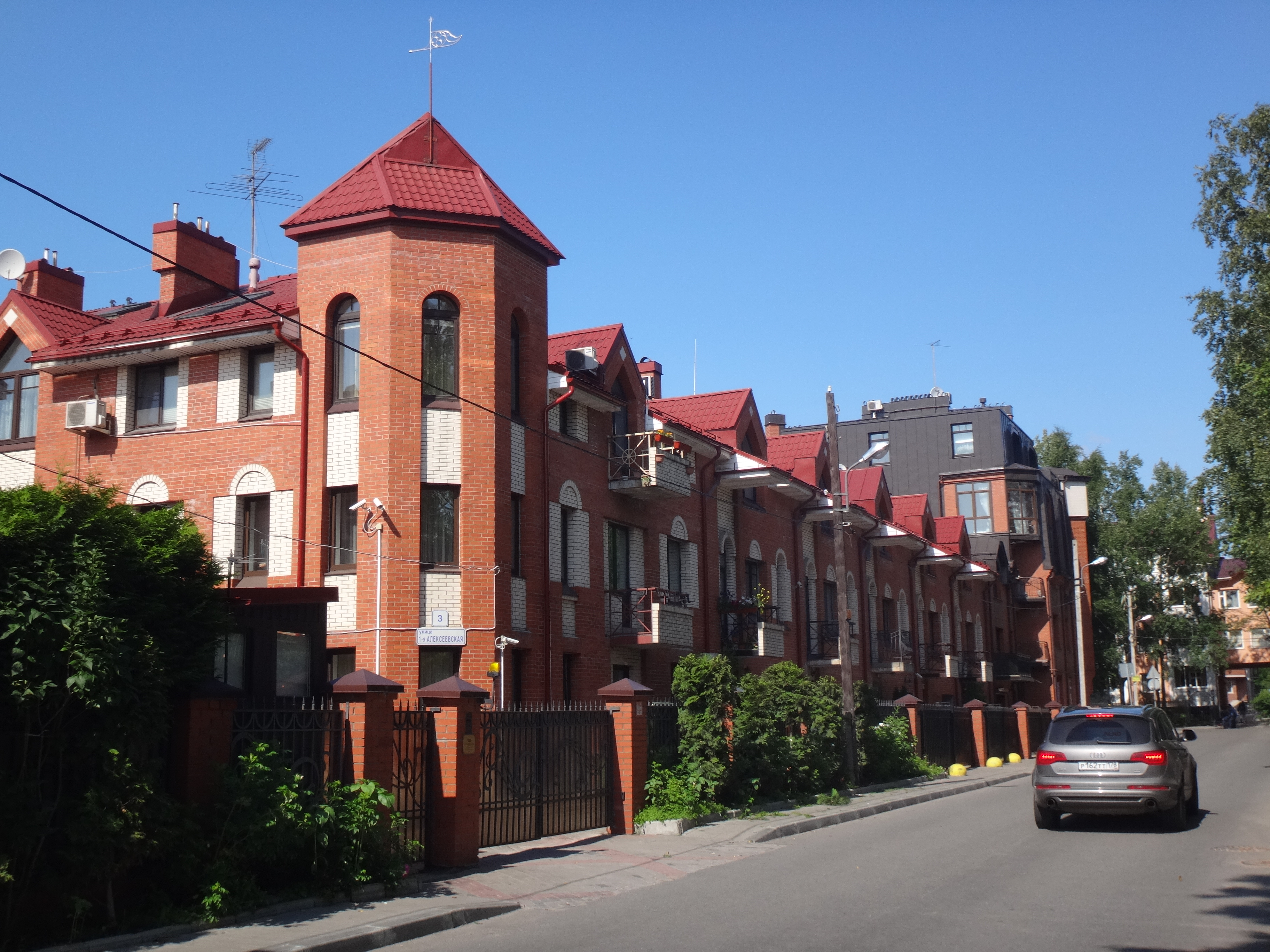
Таунхаус в Земледельческом переулке, Санкт-Петербург

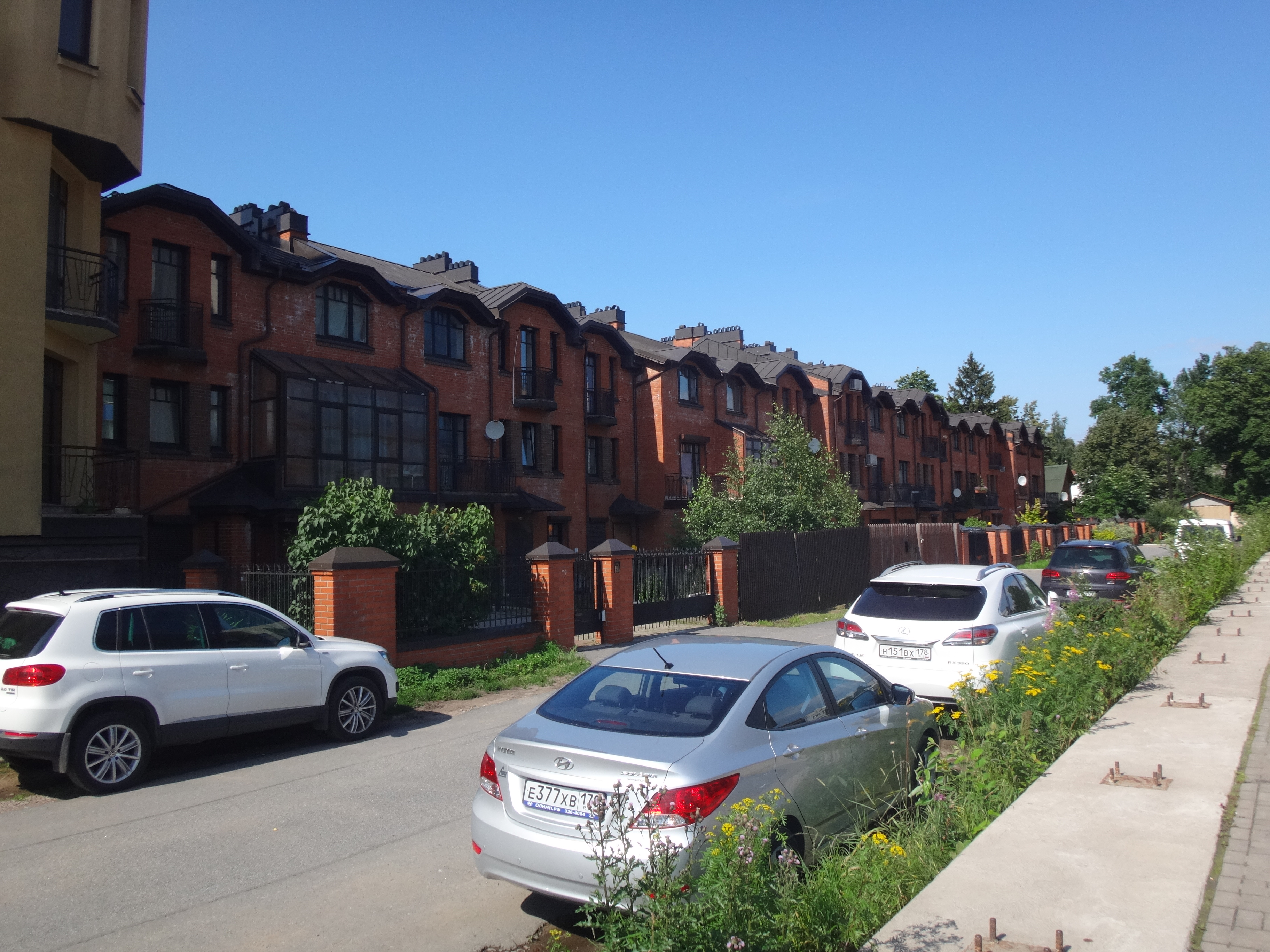
Ещё один таунхаус в Санкт-Петербурге

Таунха́ус (англ. townhouse от town — «небольшой город, поселок» и house — «здание») — малоэтажный жилой дом или общественное здание на несколько многоуровневых квартир, как правило, с изолированными входами (то есть без общего подъезда), получивший распространение в европейских городах и пригородах на территории застройки средней плотности. Каждая квартира таунхауса в большинстве случаев (но не обязательно) имеет отдельный вход с улицы, иногда гараж и небольшой палисадник.
Несмотря на некоторую структурную схожесть, не стоит путать таунхаусы с блокированными домами, поскольку под термином «таунхаус» может пониматься как блокированное, так и отдельно стоящее жилое здание (например, Campbell Townhouse в Орегоне, Bute House или Queensberry House в Эдинбурге и т. п.).

## Основные сведения
Таунхаусы появились в XIX веке в Великобритании. Изначально этим термином называли городскую резиденцию представителя аристократии, — такие дома могли стоять отдельно, но в большинстве случаев они были встроены в ряд примыкающих друг к другу домов. Вследствие этого довольно трудно было различить, например, скромные таунхаусы мелкой аристократии и рядовую застройку верхушки британской буржуазии, так как архитектурно они представляли собой одно и то же. После Первой мировой войны многие (но далеко не все) британские таунхаусы, как таковые, исчезли: они стали обычными мини-комплексами квартир.

## В России
Первые таунхаусы в России были построены в 1995 году близ Москвы — в Новогорске, Троицке и посёлке Новые Ржавки (Зеленоград).
В начале XXI века в России (прежде всего в Московской области) наблюдается «коттеджный бум». Активно строятся и таунхаусы. Поселки таунхаусов зачастую возводятся на бывших колхозных полях, в непосредственной близости от шумных автомагистралей, вдали от крупных населенных пунктов. Застройщики воспринимают подобные поселки как поселения экономкласса и не утруждают себя привлечением архитекторов-специалистов по малоэтажному строительству, пренебрегают зонированием территории, созданием необходимой инфраструктуры.
В январе 2010 года газета «Известия» сообщила о новой тенденции загородного строительства в Московской области. В сельских населённых пунктах или на дачных участках размером в 6 соток мелкие частные застройщики стали строить многоквартирные дома на продажу, рекламируемые как «клубные дома» или «таунхаусы». Автор называет их «деревенскими небоскребами», иронизируя над аляповатым видом и барачным экстерьером архитектуры подобных строений. По данным источника, у ряда мелких застройщиков есть серьёзные проблемы как с правоустанавливающими документами, так и с подключением коммуникаций, о чём они обычно умалчивают.